# 小白藜
小白藜（学名：Chenopodium iljinii）是苋科藜属的植物。分布于中亚地区以及中国大陆的青海、新疆、宁夏、甘肃、四川等地，生长于海拔2,000米至4,000米的地区，多生在山坡、河谷阶地及较干旱的草地，目前尚未由人工引种栽培。